# Policarpina (Isoquinolina)

La policarpina es una isoquinolina aislada de la corteza de la planta annonácea Enantia polycarpa. UV: [neutral]λmax202 (ε28183) ;259 (ε19054) ;394 (ε8710) ( MeOH) [base]λmax203 (ε42660) ;278 (ε12300) ( MeOH-NAOH)
Su biosíntesis propone un posible ataque de un hidroperóxido en un precursor protoberberínico.